# 加藤光久
加藤 光久 (かとう みつひさ、1953年3月2日 - ) は、日本の実業家。トヨタ自動車代表取締役副社長、豊田中央研究所代表取締役会長などを経て、コンポン研究所代表取締役所長。元自動車技術会会長。2013年から2015年まではダイハツ工業および日野自動車社外取締役も兼務した。藍綬褒章受章。

## 経歴・人物
北海道旭川市生まれ。北海道大学工学部機械工学科卒業後、1975年トヨタ自動車工業（現トヨタ自動車）に入社。入社後はエンジン開発や製品企画でカローラ (4代目～9代目) の開発を経験し、2000年1月同社第1開発センターチーフエンジニア。同時に12代目クラウンと4代目クラウンマジェスタの開発も担当。2004年6月同社常務役員、2006年6月同社顧問、トヨタテクノクラフト代表取締役社長。2010年6月トヨタ自動車専務取締役、2011年6月同社専務役員、2012年6月同社取締役副社長。2014年6月トヨタ紡織取締役、2015年6月アイシン精機監査役、豊田自動織機取締役。2016年4月豊田中央研究所代表取締役会長、コンポン研究所代表取締役。2017年6月トヨタ自動車取締役を退任し、同社相談役に就任。同年大樹町における民間ロケット開発の現場を視察し、2019年8月からは大樹町が出資する北海道航空宇宙企画の顧問を務め、インターステラテクノロジズファウンダーの堀江貴文から要請を受けて、トヨタ自動車のエンジニアを派遣するなど支援を行った。2020年豊田中央研究所アドバイザー。2021年藍綬褒章受章。学校法人トヨタ学園評議員、豊田理化学研究所評議員、日本自動車工業会理事、産業競争力懇談会理事、トヨタ財団評議員等も務めた。